# Flora (mitología)

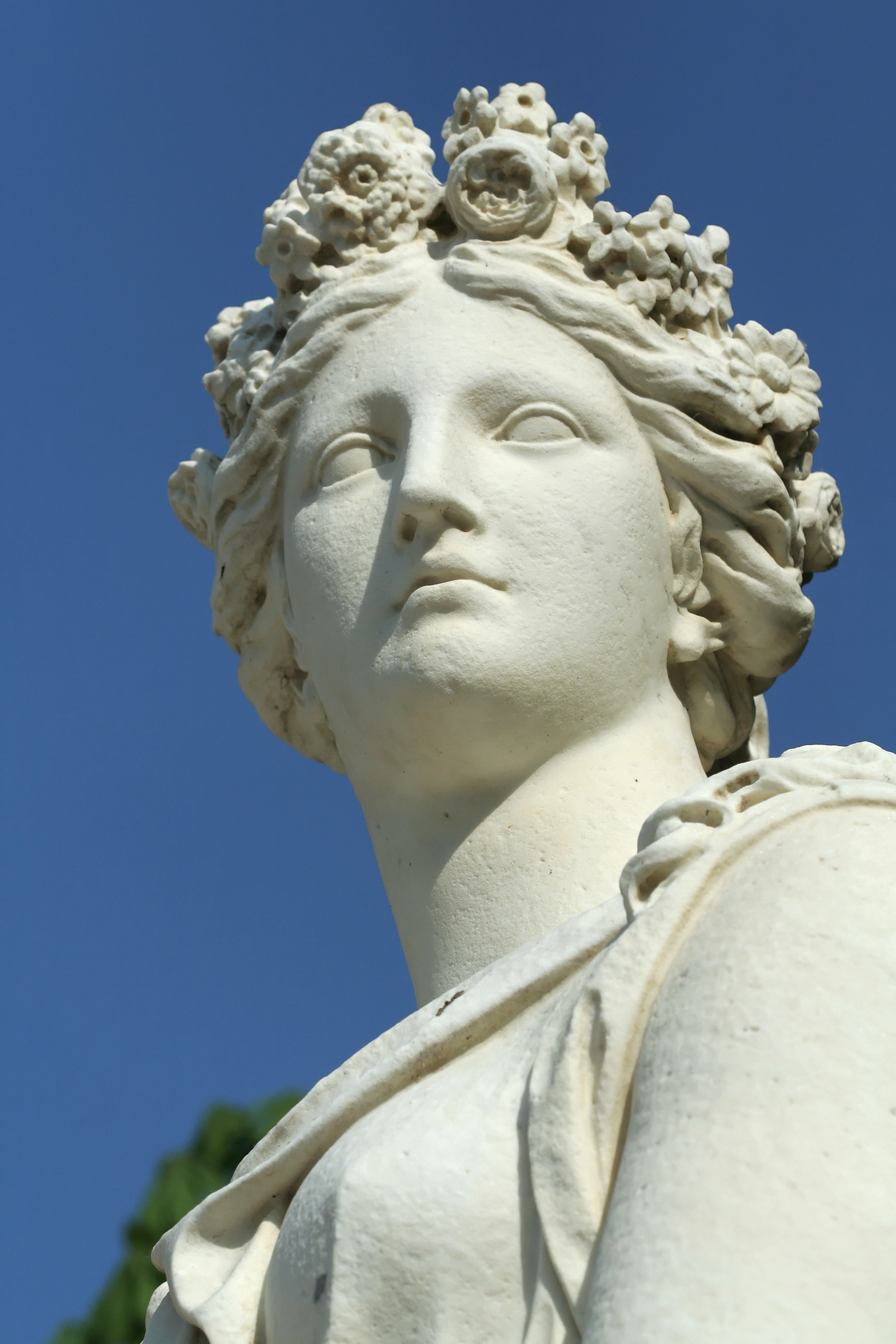
Estatua de Flora, en el Palacio de Versalles, esculpida por Marc Arcis y Simon Mazière, 1688.

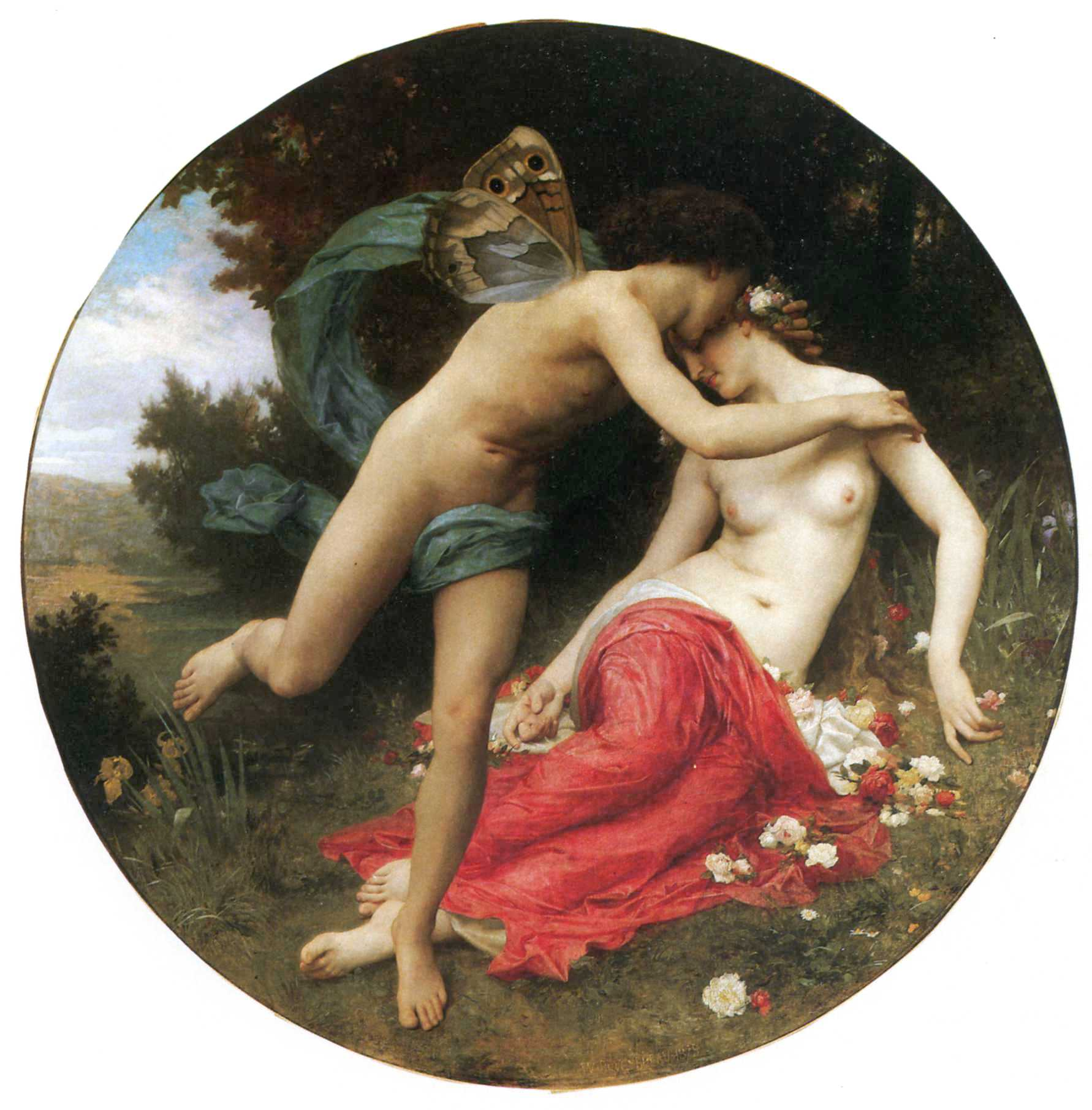
Flora y Céfiro, por Bouguereau.

En la mitología romana, Flora (del latín flos, «flor»), llamada la «Madre de las flores», es una vieja diosa genuina itálica, que lo era de los frutales, el vino y especialmente de las flores. Tenían su propio flamen, el Floralis, y era uno de los flamines minores. Aunque era una de las varias diosas de la fertilidad, su asociación con la primavera le otorgaba particular importancia en esa época del año. Su festividad, los Floralia, se celebraba en abril o a principios de mayo y simbolizaba la renovación del ciclo de la vida, marcada con bailes, bebidas y flores. Los poetas latinos creían que Flora era simplemente la versión romana de la diosa griega Cloris (interpretatio graeca). La helenizada Flora estaba casada con Favonio, el dios del viento también conocido como Céfiro, y su compañero era Hércules. Según la leyenda, Flora huyó de Favonio, pero éste la atrapó, se casó con ella y le dio el dominio sobre las flores.
«A Flora le va bien una escena sencilla. La diosa no es de las que profesan actividades tétricas ni importantes; desea que sus ritos estén abiertos a la masa popular y aconseja aprovecharse del esplendor de la vida mientras está en flor; pues tiramos las espinas cuando se han caído la rosas».
Lactancio Plácido, hablando de la religión genuina de los romanos, vincula el origen de su culto en las prostitutas romanas:
«Flora, tras haber conseguido gran cantidad de riquezas en su profesión de meretriz, nombró como heredero suyo al pueblo y le dejó una cantidad de dinero: los intereses anuales de este dinero son destinados a la celebración de su cumpleaños en unos juegos que reciben el nombre de «Floralia». El senado, al que esto le parecía vergonzoso, decidió tomar como excusa el propio nombre de la diosa para dar cierta dignidad a una tradición tan indecente: inventaron que se trataba de la diosa que protegía las flores y que convenía tenerla contenta para que los frutos, árboles y vides florecieran abundante y prósperamente. El poeta, al hilo de esta figura, cuenta en los Fastos que al principio era una ninfa llamada Cloris, la cual, cazada por Zéfiro, recibió de su marido a modo de dote la potestad sobre las plantas».

## Galería de imágenes

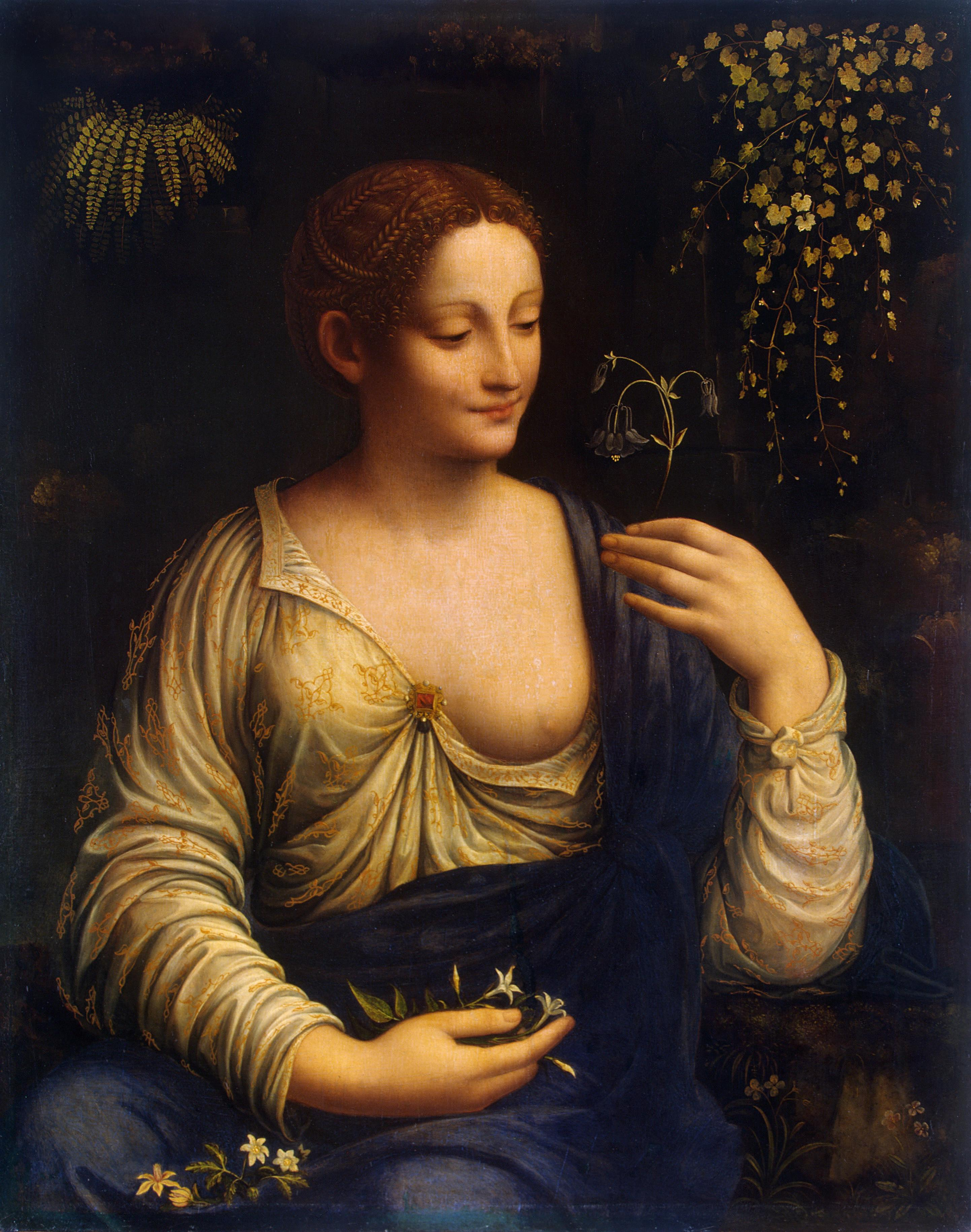
Flora, obra de Francesco Melzi (c. 1520).
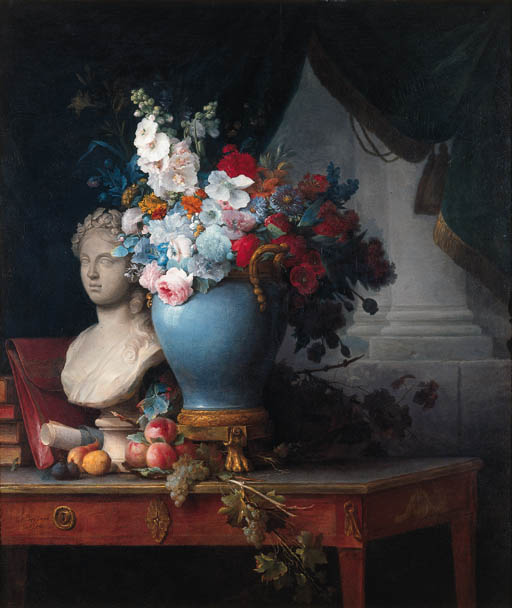
Jarra con flores junto a un busto de Flora, obra de Anne Vallayer-Coster (1774).
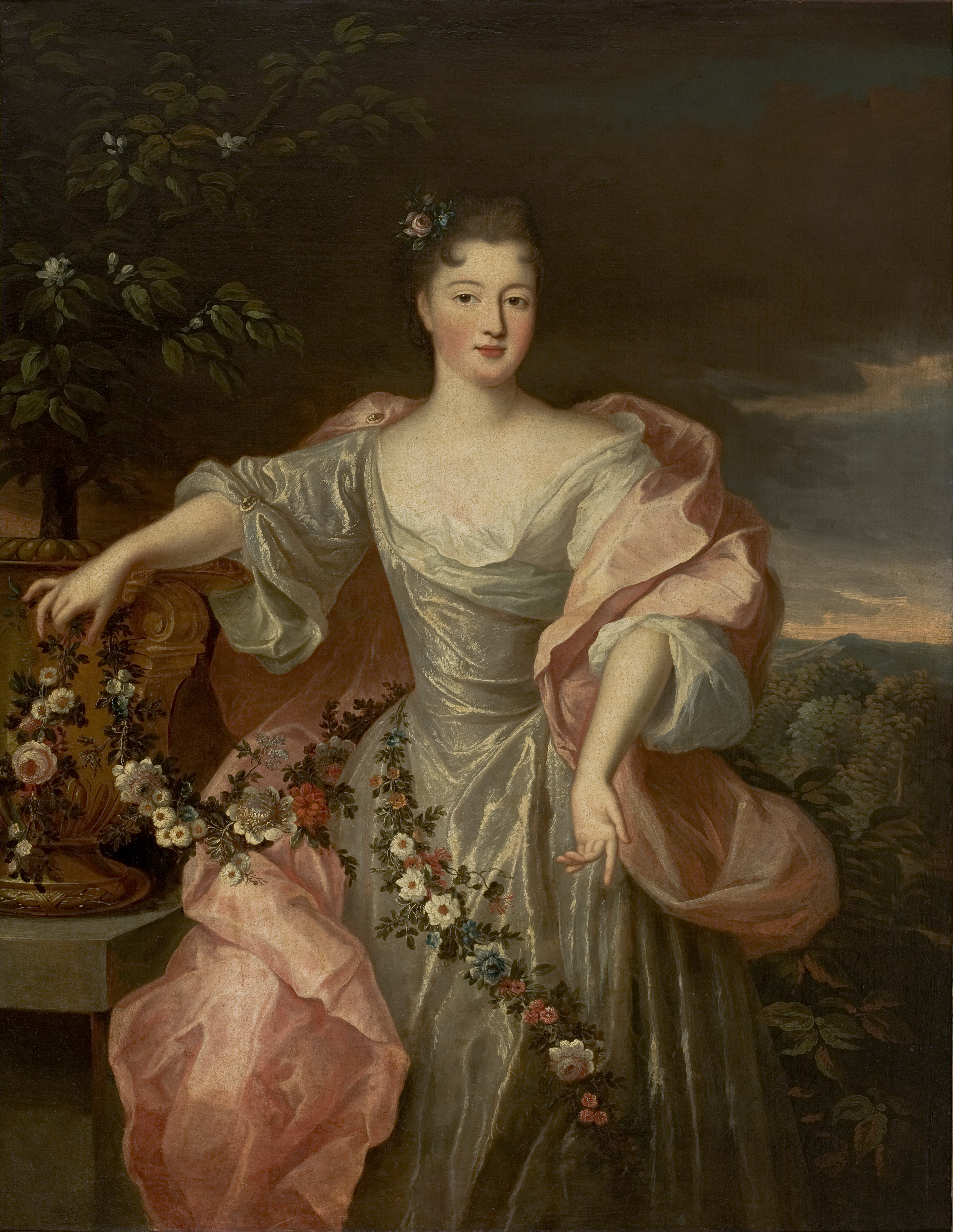
Carlota Aglaé de Orleans como Flora, obra de Pierre Gobert (c. 1720).
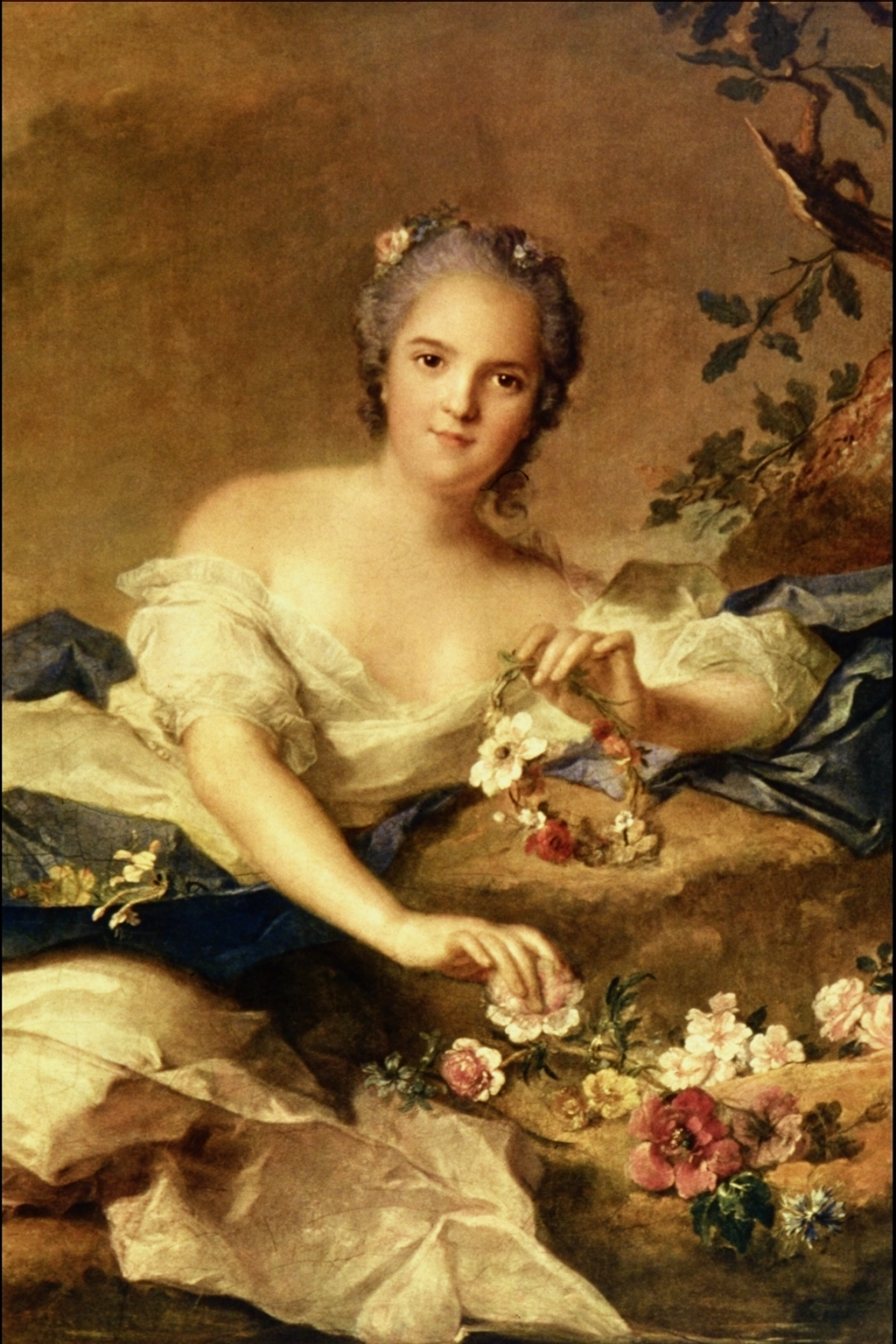
Madame Enriqueta como Flora, obra de Jean-Marc Nattier (1742).
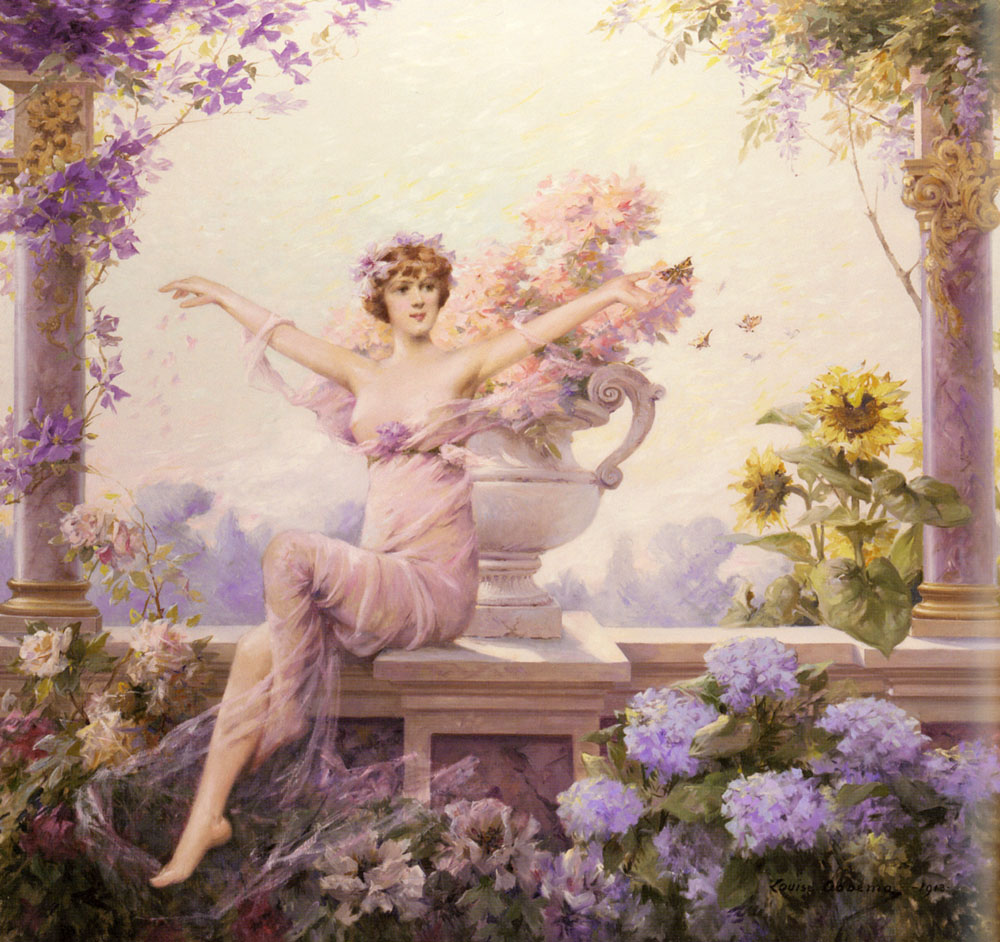
Flora, obra de Louise Abbéma (1913).
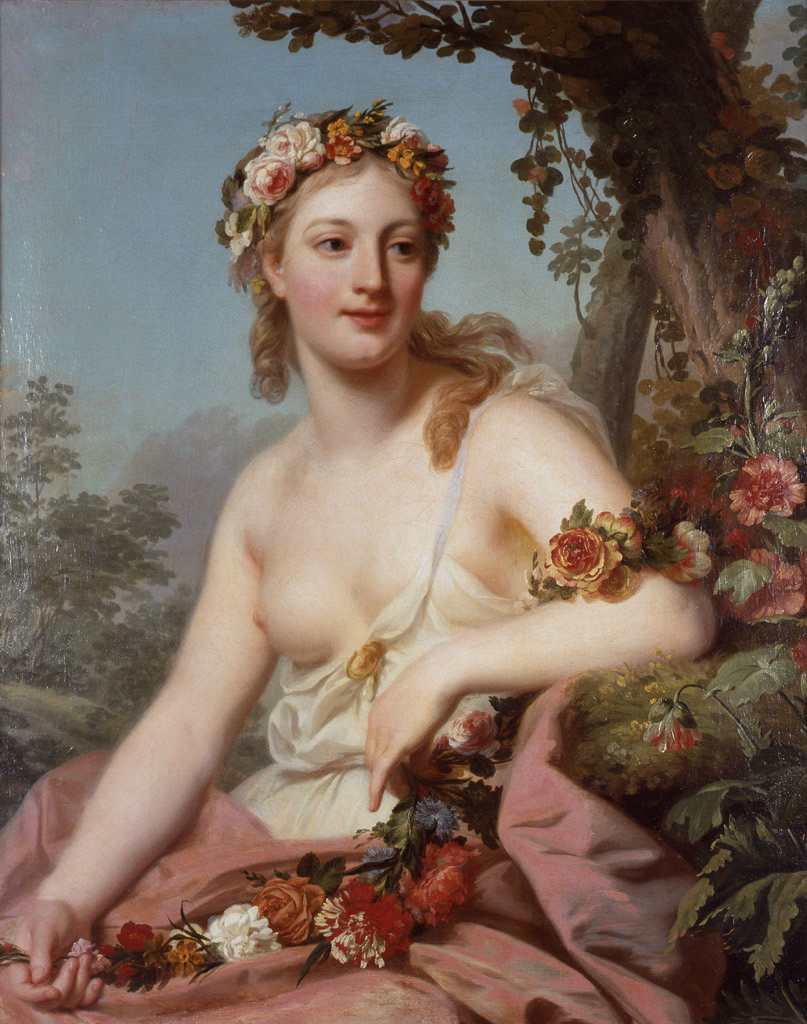
Flora, obra de Alexander Roslin.
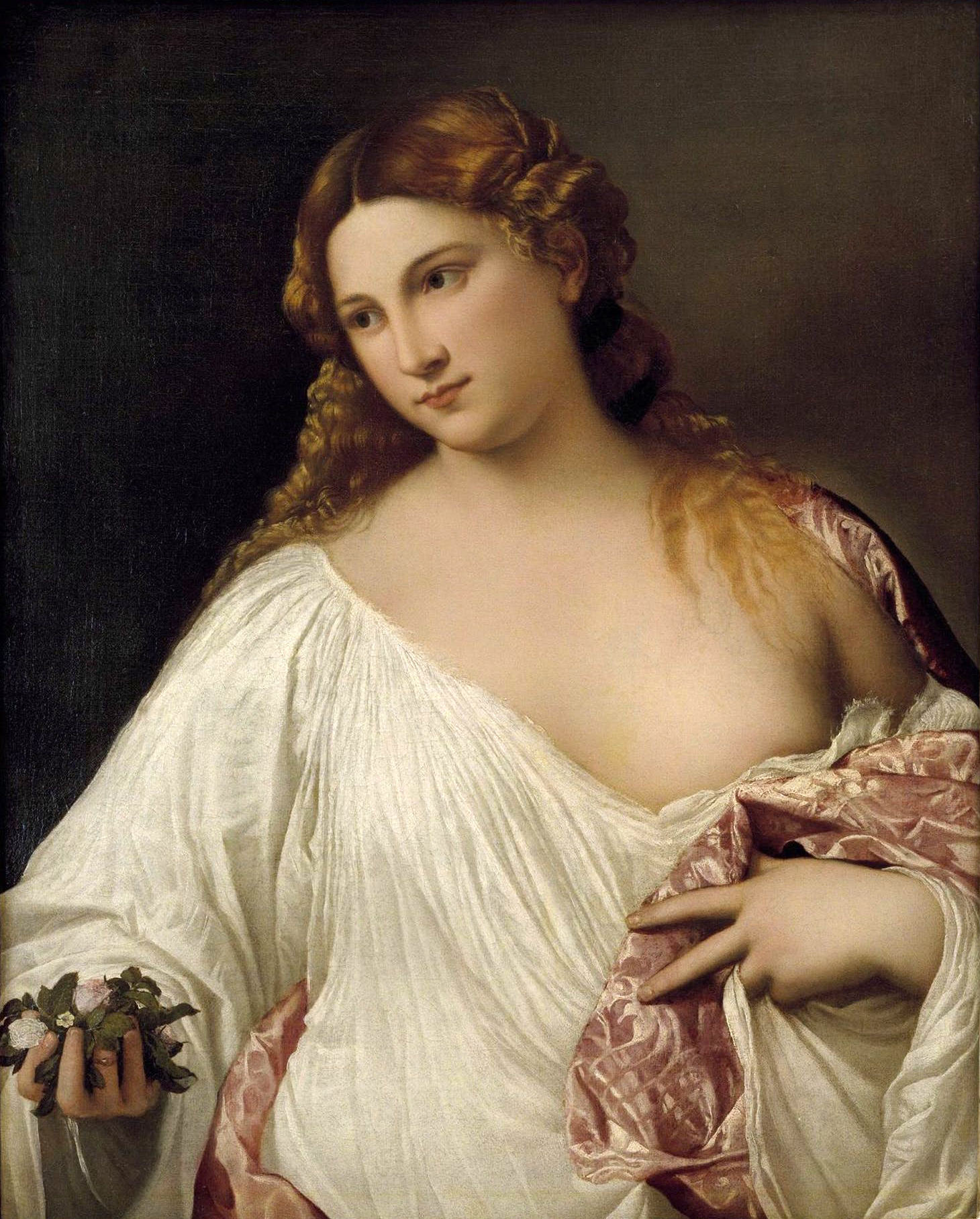
Flora, obra de Tiziano (c. 1515).
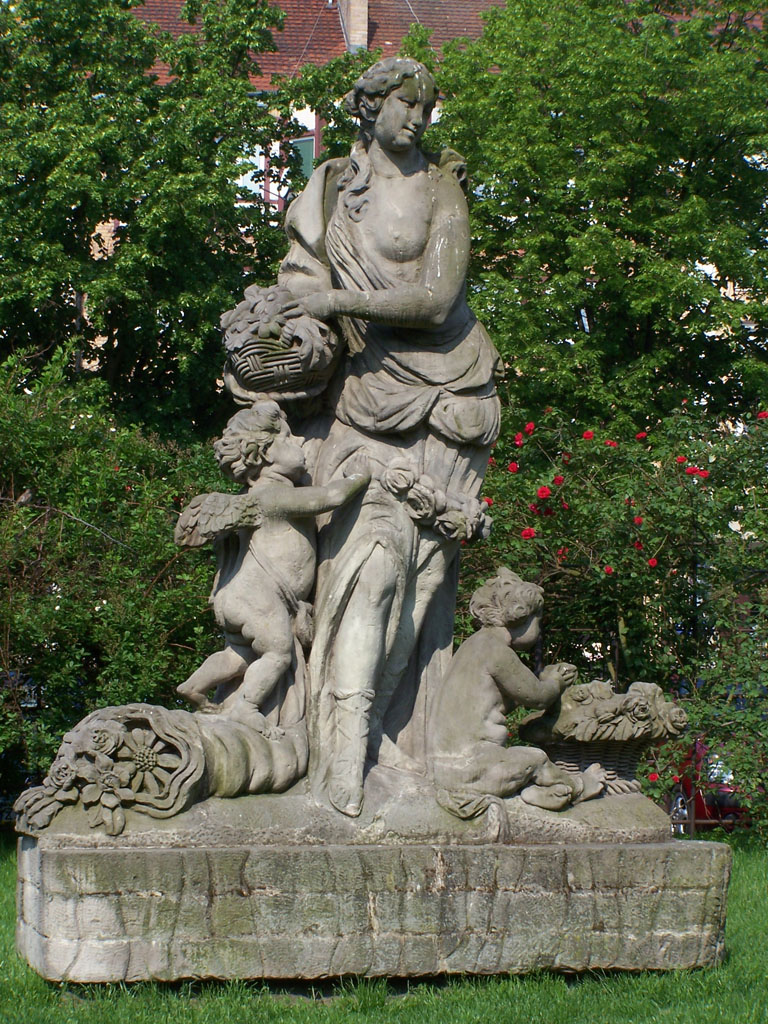
Estatua de la Flora en Szczecin, Polonia (1730).